# Пурсино, Эдвард
Эдвард Пурсино (англ. Edward Pursino; 3 января 1963, Нью-Йорк) — американский хэви-метал-гитарист и композитор, бессменный участник группы Virgin Steele с 1985 года.

## Биография
Перед Virgin Steele Эдвард играл во многих мелких коллективах, исполняющих каверы Led Zeppelin, Deep Purple, Aerosmith.
Эдвард познакомился с вокалистом Дэвидом ДэФейсом, в возрасте примерно 15 лет, во время выступления молодежной группы Дэвида под названием Venus, которая играла в основном каверы Black Sabbath.
Любимые электрогитары: Les Paul, Washburn, Gibson SG. Иногда на досуге играет на фортепиано.

## Дискография

### Virgin Steele
- Noble Savage (1985)
- Age of Consent (1988)
- Life Among the Ruins (1993)
- The Marriage of Heaven and Hell Part I (1994)
- The Marriage of Heaven and Hell Part II (1995)
- Invictus (1998)
- The House of Atreus Act I (1999)
- The House of Atreus Act II (2000)
- The Book of Burning (2002)
- Visions of Eden (2006)
- The Black Light Bacchanalia (2010)
- TBA (2015)